# Randić-Index
Der Randić-Index ist ein topologischer Deskriptor, der Aspekte der Topologie eines chemischen Moleküls in einer Zahl zusammenfasst. Er ist nach Milan Randić (* 1930) benannt. Der Randić-Index ist auch bekannt als Bindungsindex bzw. Konnektivitätsindex. Er korreliert mit physikochemischen Größen wie Siedepunkt, Bildungsenthalpie oder chromatographische Retentionszeit. Beispielsweise ist der Siedepunkt der n-Alkane eine lineare Funktion des Index, und auch der Siedepunkt der Isomere eines bestimmten Alkans ist eine lineare Funktion des Index.

## Definition
Der Randić-Index {\displaystyle ^{0}\chi } ist definiert durch
{\displaystyle ^{0}\chi =\sum _{i=1}^{N_{B}}{v(i)^{-0,5}}}
mit
- {\displaystyle N_{B}}: Anzahl der Bindungen im Molekül
- {\displaystyle v(i)}: Produkt aus der Anzahl der Nachbarn der beiden gebundenen Atome. Wasserstoffatome werden nicht berücksichtigt.

## Beispiele
Zur Bestimmung des Index zeichnet man die Skelettformel, d. h. das Molekül ohne die Wasserstoffatome. Im Folgenden geben die Indizes der Atome die Zahl ihrer Nachbaratome an.
Man erhält für 1-Butanol (vier relevante Bindungen, daher vier Summanden):
{\displaystyle \mathrm {C_{1}-C_{2}-C_{2}-C_{2}-O_{1}} }
{\displaystyle ^{0}\chi ={\frac {1}{\sqrt {2}}}+{\frac {1}{\sqrt {4}}}+{\frac {1}{\sqrt {4}}}+{\frac {1}{\sqrt {2}}}=2{,}414},
für 1-Pentanol (fünf relevante Bindungen, daher fünf Summanden):
{\displaystyle \mathrm {C_{1}-C_{2}-C_{2}-C_{2}-C_{2}-O_{1}} }
{\displaystyle ^{0}\chi ={\frac {1}{\sqrt {2}}}+{\frac {1}{\sqrt {4}}}+{\frac {1}{\sqrt {4}}}+{\frac {1}{\sqrt {4}}}+{\frac {1}{\sqrt {2}}}=2{,}914}
und für 3,4-Dimethylpentanol:
{\displaystyle \mathrm {C_{1}-{\overset {\displaystyle C_{1} \atop |}{C_{3}}}-{\underset {| \atop \displaystyle C_{1}}{C_{3}}}-C_{2}-C_{2}-O_{1}} }
{\displaystyle ^{0}\chi ={\frac {1}{\sqrt {3}}}+{\frac {1}{\sqrt {3}}}+{\frac {1}{\sqrt {9}}}+{\frac {1}{\sqrt {3}}}+{\frac {1}{\sqrt {6}}}+{\frac {1}{\sqrt {4}}}+{\frac {1}{\sqrt {2}}}=3{,}681}.